# آرتاوازد ساهاکیان
آرتاوازد باگراتی ساهاکیان (ارمنی: Արտավազդ Բագրատի Սահակյան؛ زادهٔ ۲۲ فوریهٔ ۱۹۵۳) یک جراح و سیاستمدار اهل ارمنستان است که از تاریخ ۱۹۹۵ تا تاریخ ۱۹۹۹ سمت نمایندگی دوره اول مجلس ملی جمهوری ارمنستان را برعهده داشت.

## زندگی‌نامه
در  ۲۲ فوریهٔ ۱۹۵۳ در روستای کوغب به دنیا آمد و از دانشگاه پزشکی دولتی ایروان فارغ‌التحصیل شد. وی همچنین برنده مدال مخیتار هراتسی شده است. 